# Nintendo Switch

Logoul consolei Nintendo Switch

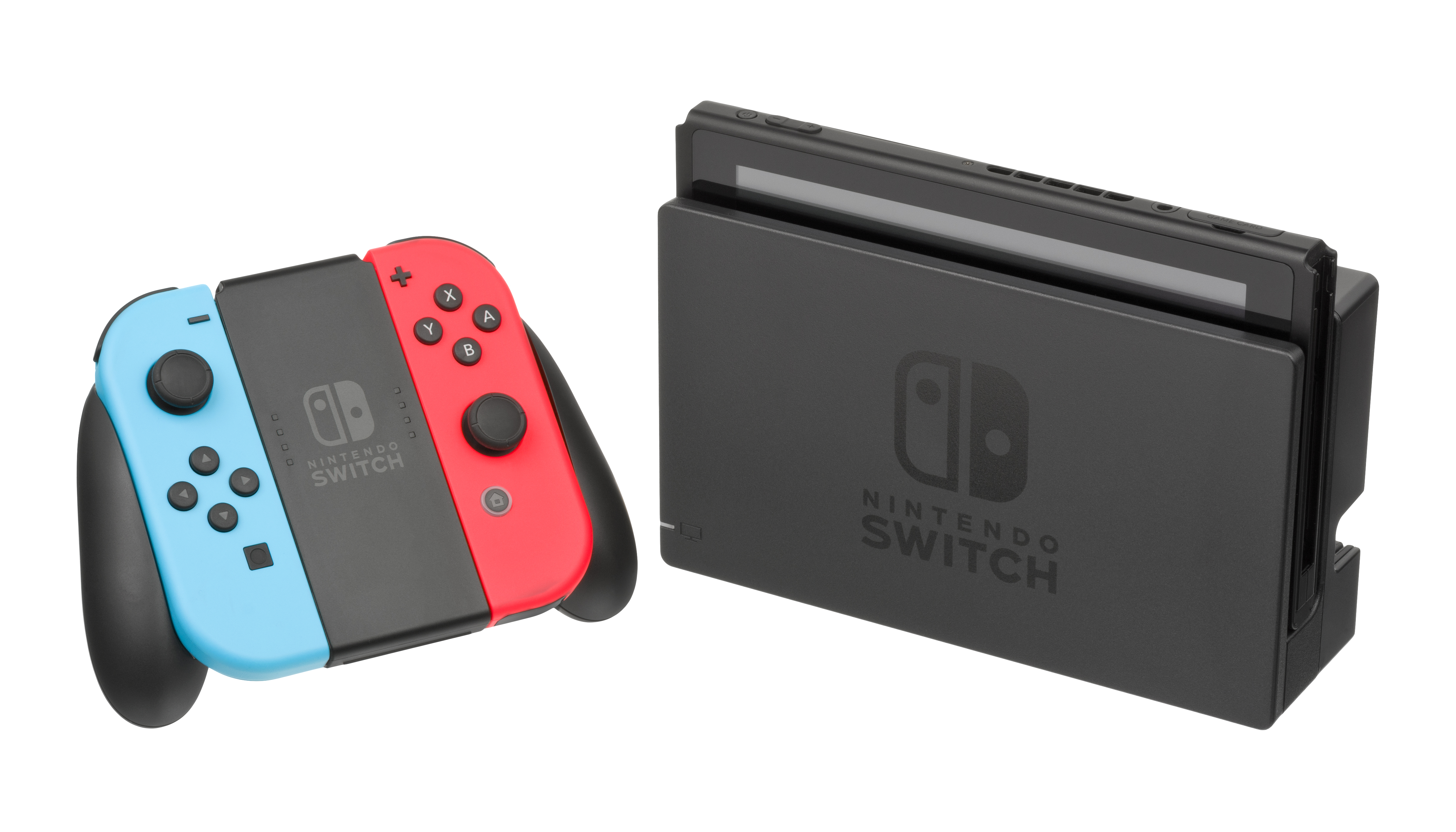
Consola Nintendo Switch cu accesoriile acestuia

Nintendo Switch este o consolă de jocuri video concepută și dezvoltată de Nintendo, lansată pe 3 martie 2017. Este o consolă hibridă, ce poate fi folosită atât ca o consolă „normală”, pentru acasă, cât și ca o consolă portabilă. Controllerele Joy-Con, ce au butoane standard, joystick-uri și alte tehnologii incorporate, se pot atașa la ambele părți laterale a consolei, pentru a permite funcționalitatea de consolă portabilă. Acestea pot fi utilizate și folosind un accesoriu („Joy-Con Grip”) pentru a oferi un format de tip gamepad, sau se pot folosi individual, precum un Wii Remote și Nunchuck, pentru modurile de multiplayer local. Software-ul Nintendo Switch permite conectarea la Internet pentru jocuri online, cât și conectivtate wireless ad-hoc cu alte console. Jocurile Nintendo Switch și alte softuri sunt disponibile atat fizic, sub forma unor carduri de memorie flash, cât și prin distribuire digitală via magazinul online Nintendo eShop; de asemenea, consola nu este blocată regional. O ediție revizuită pentru modul portabil, denumită Nintendo Switch Lite, a fost lansată pe 20 septembrie 2019. 
Consola Nintendo Switch a fost dezvăluită pe 20 octombrie 2016. Cunoscută în timpul dezvoltării sub numele de cod NX, conceptul Switch a provenit ca o reacție din partea Nintendo la pierderi financiare majore în 2014, atribuite vânzărilor slabe a consolei precedente, Wii U, cât și competiția oferită de jocurile de pe telefoane (mobile gaming). Președintele Nintendo de atunci, Satoru Iwata, a încurajat compania să continue în direcția jocurilor de pe telefon și a hardware-ului nou și inovativ. Design-ul Nintendo Switch este îndreptat către un demografic larg de jucători video, prin diferitele moduri de utilizare. Nintendo a optat pentru folosirea a mai multor componente electronice standard, precum un chipset bazat pe linia Nvidia Tegra, pentru a facilita procesul de dezvoltare de jocuri pentru Switch, dar și pentru a asigura o compatibilitate crescută cu motoarele grafice existente. Din moment ce consola Wii U a avut parte de o susținere externa scăzut, Nintendo a căutat și asigurat susținerea a mai multor dezvoltatori de jocuri video, inclusiv a multor studiouri de jocuri video independente pentru a ajuta la adunarea unui număr mare de jocuri disponibile, alături de cele oferite de către Nintendo. În timp ce Nintendo a anticipat, inițial, în jur de 100 de jocuri diferite, peste 320 de jocuri pentru Switch au fost lansate până la final de 2017. 
Ca o consolă din a opta generație, Nintendo Switch concurează cu PlayStation 4 de la Sony și Xbox One de la Microsoft. Aproape trei milioane de exemplare au fost produse și achiziționate în prima lună de la lansare, depășind proiecția inițială de două milioane, iar la primul an de la lansare numărul de exemplare a trecut de 14 milioane în toată lumea, depășind numărul total de console Wii U produse. La începutul anului 2018, Nintendo Switch a devenit cea mai rapid vândută consolă atât în Japonia, cât și în Statele Unite ale Americii. Până în decembrie 2019, Nintendo Switch și Switch Lite au vândut peste 52 de milioane de unități în toată lumea. Vanzările Switch sunt în strânsă legătură cu vânzările a șase jocuri Nintendo, fiecare trecând de 10 milioane de exemplare achiziționate, și anume: „The Legend of Zelda: Breath of the Wild”, „Super Smash Bros. Ultimate”, „Super Mario Odyssey”, „Mario Kart 8 Deluxe”, „Pokémon: Let's Go, Pikachu! & Let's Go, Eevee!”, și „Pokémon Sword & Shield”. Alte titluri populare sunt "Captain Toad: Treasure Tracker", "Overcooked! 2", "Splatoon 2", "Fire Emblem: Three Houses", "Luigis Mansion 3" și "The Legend of Zelda: Link's Awakening".
1. ↑   https://www.nintendo.com/switch/. Lipsește sau este vid: |title= (ajutor)